# V655 Геркулеса
V655 Геркулеса (лат. V655 Herculis), HD 155924 — тройная звезда в созвездии Геркулеса на расстоянии приблизительно 837 световых лет (около 257 парсек) от Солнца.

## Характеристики
Первый компонент (WDS J17139+1557A) — белая вращающаяся переменная звезда типа Альфы² Гончих Псов (ACV:) спектрального класса A7V*, или A2. Видимая звёздная величина звезды — от +8,22m до +8,2m. Масса — около 1,9 солнечной, радиус — около 1,638 солнечного, светимость — около 37,59 солнечной. Эффективная температура — около 8336 K.
Второй компонент — коричневый карлик. Масса — около 21,58 юпитерианской. Удалён в среднем на 1,852 а.е..
Третий компонент (WDS J17139+1557B). Видимая звёздная величина звезды — +10,03m. Удалён на 4,1 угловой секунды.